# Cristian Yassogna
Cristian Román Yassogna (Rosario, Provincia de Santa Fe, Argentina, 19 de enero de 1985) es un futbolista argentino. Juega como delantero y su primer equipo fue Tigre. Su último club conocido fue el Central Córdoba de Rosario de la Primera C.

## Trayectoria
Es un destacado delantero y goleador. Ha jugado en varios clubes del ascenso.
Actualmente se encuentra jugando para el Central Córdoba, equipo que se encuentra en la Primera "C" del fútbol argentino. Su carrera futbolística sufrió un traspié durante la adolescencia, cuando un rústico defensor rosarino le propinó un codazo que le hizo perder dos dientes.

## Clubes
| Club                       | País      | Año       |
| -------------------------- | --------- | --------- |
| Tigre                      | Argentina | 2006      |
| Defensores de Belgrano     | Argentina | 2007      |
| Brown de Adrogué           | Argentina | 2007-2008 |
| Estudiantes de Caseros     | Argentina | 2008-2014 |
| Deportivo Morón            | Argentina | 2014-2016 |
| UAI Urquiza                | Argentina | 2016-2017 |
| Central Córdoba de Rosario | Argentina | 2017-2018 |
| Sportivo Las Parejas       | Argentina | 2018      |
| Central Córdoba de Rosario | Argentina | 2019-2021 |